# 901 New York Avenue
901 New York Avenue NW es un edificio posmoderno de media altura ubicado en Washington D. C., en los Estados Unidos. La estructura fue desarrollada por Boston Properties en un esfuerzo por ayudar a revitalizar el vecindario de Mount Vernon Square, y se completó en 2005. Está ubicado en una parcela aproximadamente triangular delimitada por New York Avenue NW, K Street NW y 10th Street NW, y está al norte del proyecto de uso mixto CityCenterDC.
El sitio triangular fue originalmente el hogar de viviendas victorianas, pero en 1977, la ciudad usó el dominio eminente para comprar el área al suroeste de Mount Vernon Square, y durante los próximos años, las casas y negocios en estos bloques fueron arrasados. En la década de 1980, Golub Realty y Willco Construction compraron el sitio y propusieron un bloque de oficinas de 11 pisos. Se lo vendieron a Peterson Co., quien lo vendió a Monument Realty en mayo de 1999. Monument Realty había previsto la construcción de un complejo comercial y de oficinas, o un hotel de 1000 habitaciones. Finalmente Boston Properties lo compró por 43,2 millones de dólares en octubre de 2000. Este cerró el estacionamiento en el sitio a fines de agosto de 2002 y comenzó la construcción el mes siguiente.
La altura arquitectónica del edificio es de 42,7 m, aunque la altura del techo principal es de solo 39,9 m y la del piso superior, de 36,1 m. Tiene 11 pisos y un estacionamiento subterráneo de cuatro niveles. Los informes sobre su área varían (se ha hablado recientemente de 50 167 m² en medios de comunicación). La fachada es de granito pulido y hormigón prefabricado en dos colores. El vestíbuloestá compuesto por atrio de tres pisos de altura con vigas de acero arqueadas de 11 m de largo. Existen dos parques muy pequeños en la parcela triangular de tierra, que son propiedad del Servicio de Parques Nacionales. Hasta 2018 funcionó en la planta baja el restaurante Acadiana.

## Historia del sitio
Originalmente, las casas adosadas de estilo victoriano ocupaban el área triangular delimitada por K Street NW, New York Avenue NW y 10th Street NW en Mount Vernon Square. El vecindario era originalmente un distrito comercial vibrante con casas victorianas considerables, pero el área entró en un fuerte declive en la década de 1930. Durante los disturbios por el asesinato de Martin Luther King, Jr. en 1968, el área alrededor de la plaza sufrió disturbios, incendios provocados y vandalismo generalizado.
En 1977, la ciudad utilizó el dominio eminente para comprar el área al suroeste de Mount Vernon Square. Durante los siguientes años, las casas y negocios en estos bloques fueron arrasados. Uno de los últimos negocios que existió en el lote 901 New York Avenue NW fue un restaurante chino llamado Nan King (que fue uno de los primeros restaurantes de la ciudad en servir dim sum ). Permaneció en el negocio hasta 1979. Aunque el Centro de Convenciones de Washington se construyó en las cuadras al sur de 901 New York Avenue, no se construyó nada en la cuadra triangular en sí. Con el tiempo, se convirtió en un estacionamiento.
Golub Realty y Willco Construction compraron el sitio de la ciudad en la década de 1980. Aunque el sitio se dividió en zonas solo para uso residencial, en 1988 Golub / Willco propuso construir un edificio de oficinas de 11 pisos en la propiedad. Bajo una política de la ciudad conocida como "vinculación residencial", Golub / Willco podrían construir su edificio de oficinas si crearan o renovaran viviendas para personas de bajos ingresos en otra parte de la ciudad. En mayo de 1992, Golub / Willco había acordado comprar un edificio de apartamentos de 27 unidades en el noroeste de Washington y restaurar 149 viviendas en el sureste de Washington, pero el edificio de oficinas propuesto nunca se construyó.
Golub / Willco vendió el lote a Peterson Co., pero en mayo de 1999 Peterson Co. vendió el terreno a Monument Realty. Las fuentes varían en cuanto a la cantidad, con precios reportados de 14,5 millones de dólares,  17,75 millones de dólares, y 22 millones de dólares. Monument Realty propuso dos usos para los 4738,1 m² del lote; un complejo comercial y de oficinas de 49 238,6 m², o un hotel de 1 000 habitaciones para atender a los visitantes en el centro de convenciones de DC. Monument estimó que el hotel costaría 206 millones de dólares. Pero para que sea rentable, el costo debería reducirse a 169 millones de dólares. En 1999, el gobierno del Distrito de Columbia creó un distrito de incremento de impuestos para promover la remodelación y la vivienda del centro de la ciudad. Monument buscó 57,3 millones de dólares en financiamiento de incremento de impuestos, pero nunca recibió la aprobación de la ciudad para los fondos.

## Construcción
A finales de octubre de 2000, Monument Realty vendió la parcela por 43,2 millones de dólares a Boston Properties. Aunque los medios de comunicación informaron que Boston Properties tenía la intención de construir un hotel en el sitio, la compañía declaró que nunca había considerado seriamente la posibilidad. Más bien, tenían la intención de construir un edificio de oficinas para que lo ocuparan agencias gubernamentales, bufetes de abogados y asociaciones comerciales. La empresa anunció que la construcción estaba programada para comenzar a mediados de 2001 y que estaría abierta a los inquilinos a mediados de 2003. El estudio de arquitectura de Davis Carter Scott fue contratado para diseñar la estructura. La venta a Boston Properties cerró el 8 de diciembre de 2000. Mientras tanto, la Comisión de Bolsa y Valores de EE. UU. (SEC) había solicitado propuestas de empresas inmobiliarias para la construcción de una nueva sede de 58 528,9 m². Boston Properties presentó su edificio a la consideración de la SEC poco después del cierre de la venta. Pero la SEC descartó el sitio a mediados de febrero de 2001.
Boston Properties había presentado el diseño de su edificio para consideración de la SEC a pesar de que el sitio aún no había sido dividido en zonas para oficinas / locales comerciales. Aproximadamente 371,6 m² de 0,5 ha seguía estaba dividido en zonas para viviendas residenciales. En abril de 2009, la Comisión de Zonificación de DC aprobó un acuerdo de "vinculación residencial" con Boston Properties. La Comisión de Zonificación lo hizo porque Monument Realty había acordado dos años antes pagar un fondo de construcción de viviendas asequibles administrado por la ciudad y gastar 2 millones de dólares para construir tres casas adosadas en un área de bajos ingresos, satisfaciendo el requisito de "vinculación residencial".

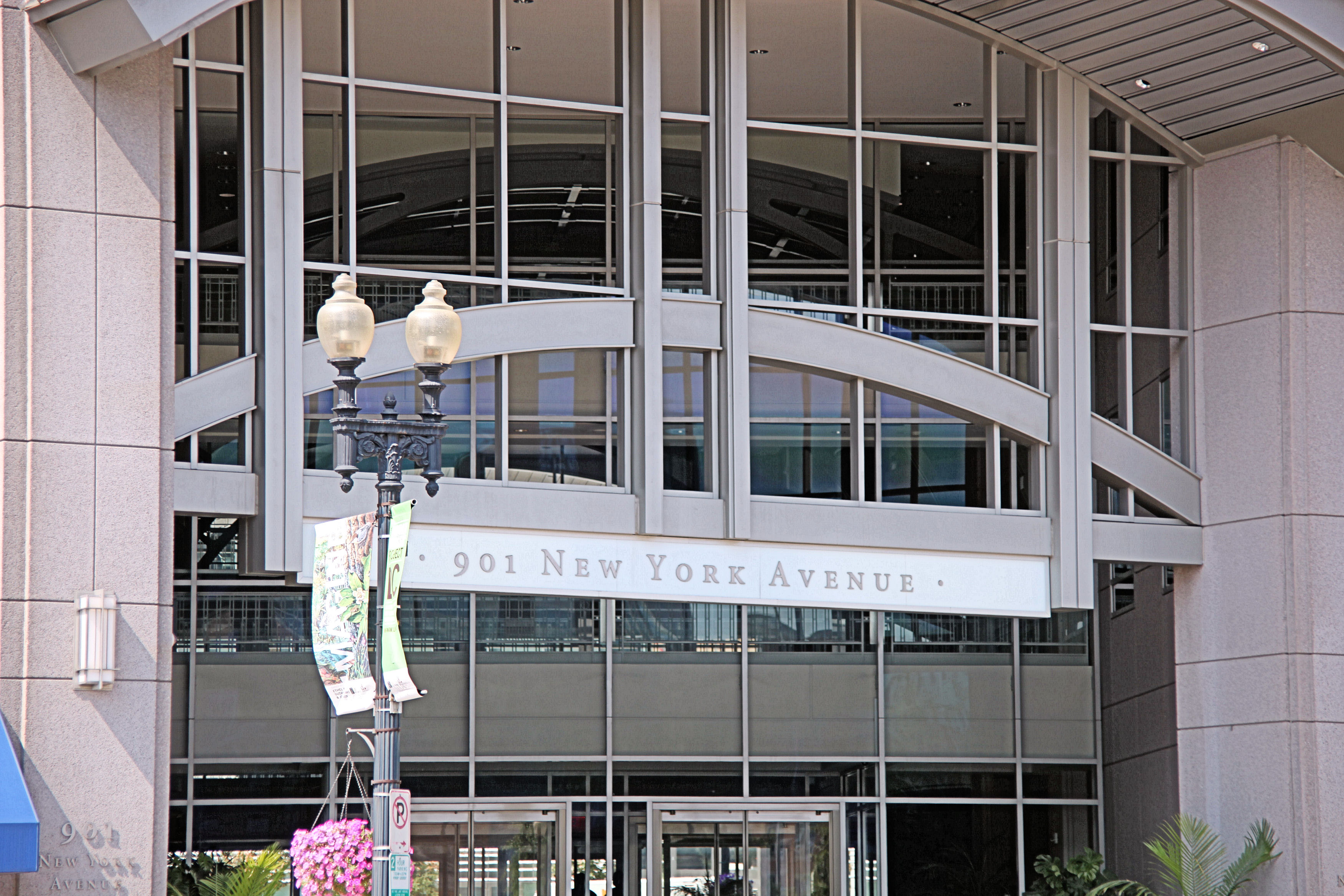
Entrada principal (sur) del 901 New York Avenue NW.

A pesar de la victoria sobre la zonificación, Boston Properties decidió no comenzar la construcción hasta que se firmara un inquilino principal. Pero seis meses después, en noviembre de 2001, el bufete de abogados de Finnegan, Henderson, Farabow, Garrett & Dunner firmó una carta de intención para arrendar 20 903,2 m² del edificio. Boston Propoerties anunció que tenía la intención de construir un 49 703,1 m², estructura de 11 pisos para albergar a sus inquilinos. En marzo de 2002, la empresa anunció que comenzaría la construcción en septiembre. También anunció que los 2508,4 m² de la planta baja estaría destinada al comercio minorista y habría cuatro niveles de estacionamiento subterráneo. El contacto de la firma Finnegan se firmó en marzo de 2002, momento en el cual Boston Properties aumentó el espacio de piso a 49 703,1 m² y retrasó la fecha prevista de finalización hasta finales de 2004.
Boston Properties cerró el estacionamiento a fines de agosto de 2002 y comenzó la construcción el mes siguiente. Un mes después de que comenzara la construcción, el bufete de abogados Shea & Gardner firmó un contrato de arrendamiento en 901 New York Avenue por 6967,7 m² de espacio. Boston Properties ahora dijo que la fecha de entrega del edificio era septiembre de 2004. En febrero de 2003, el bufete de abogados Powell Goldstein Frazer & Murphy firmó un contrato de arrendamiento por 6967,7 m² de espacio (a pesar de que los medios de comunicación habían informado previamente que habían rechazado Boston Properties). A estas alturas, se decía que los 50 024,6 m² en 11 pisos. En septiembre de 2003, se había alquilado más del 80 por ciento del edificio, aunque la fecha de entrega se retrasó nuevamente hasta finales de 2004. En mayo de 2004, el bufete de abogados Piper Rudnick habría firmado un contrato de arrendamiento por 18 580,6 m² de espacio en el edificio, pero la empresa luego optó por un arrendamiento de 21 367,7 m² en un edificio de Boston Properties ubicado en 505 Ninth Street NW.
En junio de 2004, 901 New York Avenue NW estaba alquilado en un 75 por ciento. La fecha de entrega se cambió una vez más a septiembre de 2004. Sin embargo, el edificio finalmente se entregó a principios de 2005.

### Posible hotel centro de convenciones
Incluso mientras se erigía el edificio, estaba amenazado de demolición. La construcción del Centro de Convenciones Walter E. Washington dejó a la ciudad con muy pocas habitaciones de hotel para acomodar el gran número de visitantes que se esperaba. Se necesitaba con urgencia un "hotel sede" en un centro de convenciones, pero durante varios años hubo una controversia sobre dónde ubicar el hotel. A mediados de 2004, la Washington Convention and Sports Authority (WCSA) encargó un estudio de sitios potenciales. En el otoño de 2004, el estudio de WCSA indicó que una de las tres opciones era tomar 901 New York Avenue NW y construir un hotel de centro de convenciones de 1.500 habitaciones en el sitio.
En junio de 2005, el Consejo del Distrito de Columbia votó a favor de colocar el nuevo "hotel sede" del centro de convenciones al oeste de 9th Street NW entre L Street NW y Massachusetts Avenue NW.

## Arquitectura y diseño

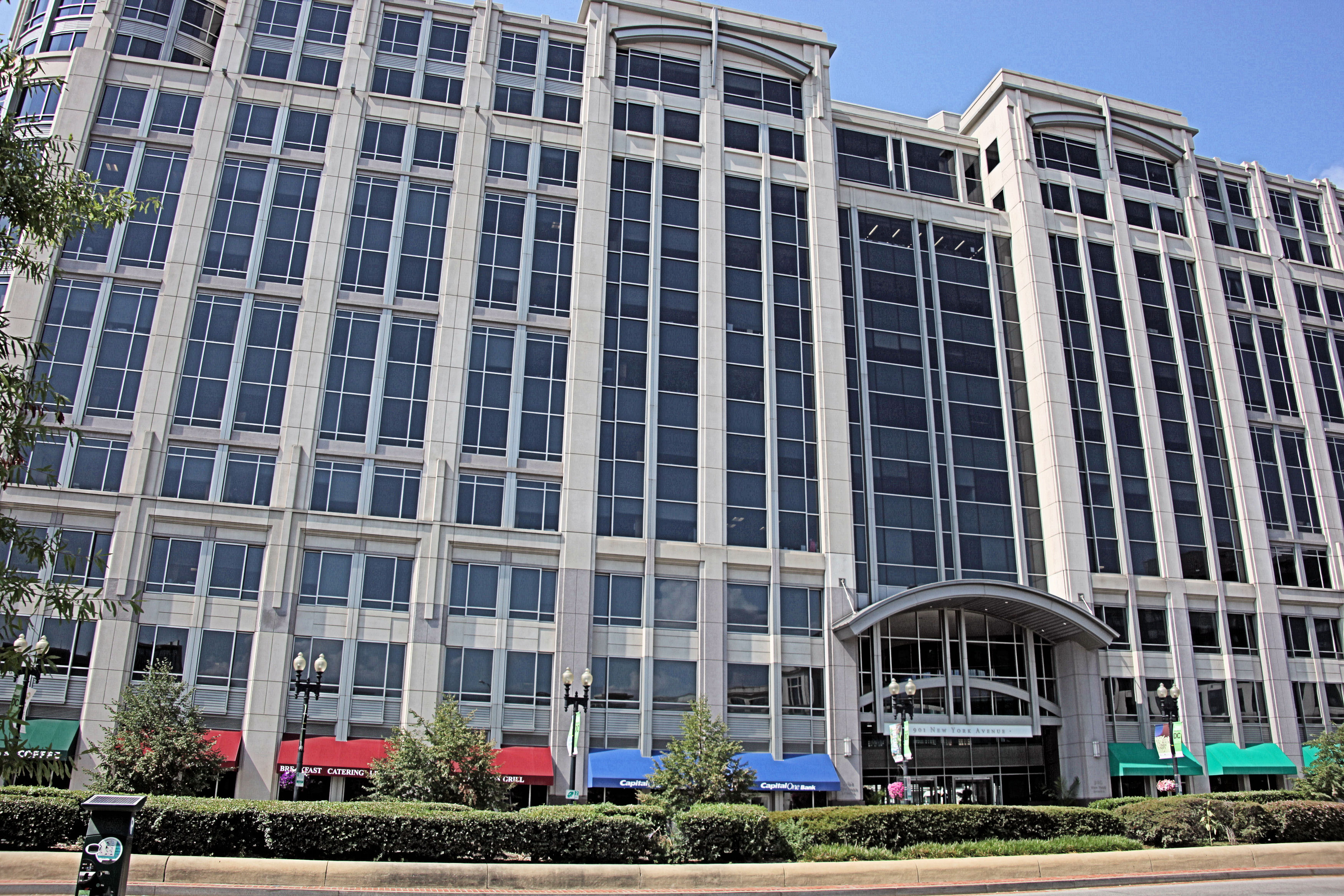
La fachada sur del 901 New York Avenue NW, que muestra la entrada principal y el atrio.

901 New York Avenue NW es un edificio de oficinas Clase A de 11 pisos con espacio comercial en el primer piso. La altura arquitectónica del edificio es de 42,7 m, aunque la altura del techo principal es de solo 39,9 m y la altura del piso superior es 36,1 m. Los informes del espacio interior del edificio varían ampliamente, con 50 167,6 m² el más reciente reportado por los principales medios de comunicación. Sin embargo, Clark Construction Group, el contratista general del edificio de 54 millones de dólares, dice que el espacio interior es de 49 238,6 m². Hay 2322,6 m² de local comercial en planta baja y cuatro niveles de estacionamiento subterráneo.
La fachada es de granito pulido y hormigón prefabricado en dos colores. Un atrio de tres pisos de altura con 11 m largas armaduras de acero arqueadas forman el vestíbulo. El techo del vestíbulo consta de vigas huecas decorativas cuadradas y paneles acrílicos.
Existen dos parques muy pequeños en la parcela triangular de tierra, que son propiedad del Servicio de Parques Nacionales. Estos espacios abiertos se conservaron y se superpusieron con adoquines de hormigón prefabricado. Se agregaron bancos para permitir asientos públicos.
Clark Construction fue el contratista general. Smislova, Kehnemui & Associates fue el ingeniero estructural y Girard Engineering se encargó de la ingeniería mecánica. Clark Interiors, una subsidiaria de Clark Construction, y Davis Carter Scott diseñaron las oficinas de Finnegan (que se encuentran en los pisos cinco al 11). Una gran escalera rodeada por una pared de vidrio curvo se extiende a todos los pisos. Entre las otras características del edificio construidas se encuentran una cafetería, una instalación de reparación de computadoras, un centro de datos, una cocina, una sala de correo, salas de reuniones, oficinas, un área de recepción y una instalación para grabar videos.
Clark Interiors y SKB Architecture & Design diseñaron las oficinas legales de Goodwin Procter, que se extienden desde los pisos seis al nueve. Los cuatro pisos están conectados por una gran escalera fabricada con vidrio, acero inoxidable, piedra y madera. La pared junto a la escalera consta de paneles decorativos envueltos en tela, molduras de madera y detalles en acero inoxidable.
Clark Interiors y Gensler (una firma de diseño de Washington D. C.) también diseñaron las oficinas de Boston Properties, que trasladó sus oficinas de DC al edificio. Los 2508,4 m² espacio contiene un área de recepción, salas de conferencias y oficinas. El piso del área de recepción está revestido en piedra, con alfombras en secciones.
El edificio no ha sido ampliamente revisado por los críticos. Hank Steuver, que escribe para The Washington Post, dijo que el exterior exhibe "un estilo y un encanto".

## Arrendatario planta baja y restaurante
Uno de sus inquilinos de la planta baja ganó varios premios durante sus 13 años de operación, y finalmente cerró en 2018. Acadiana era un restaurante de lujo de 185 asientos que servía mariscos estilo Luisiana y Cajún. La revista Esquire lo calificó como uno de los mejores restaurantes nuevos de todo Estados Unidos en 2006. La guía Frommer's dijo del restaurante: "Los techos altos, los candelabros ornamentados y las urnas de gran tamaño del restaurante encajan con la atmósfera exagerada imperante. Esto es Nueva Orleans justo aquí. Los habitantes de Nueva Orleans dicen que la cocina es auténtica, comenzando con las galletas, servidas con un condimento de gelatina de pimienta y queso crema, continuando con huevos rellenos, ostras a la brasa y entrantes gratinados de carne de cangrejo y alcachofas; e incluso más allá de jambalaya, étouffée, pargo rojo en salsa de almendras y camarones a la barbacoa. El servicio es excelente ".